# فيرتيجو (رواية)
فيرتيجو هي رواية صادرة عن دار ميريت عام 2007، من تأليف الكاتب أحمد مراد، وهي أول كتاباته، بدأ كتابتها في شتاء عام 2007، ونُشرت في العام نفسه قبل أن تُترجم للإنجليزية والفرنسية والإيطالية.

## كاتب الرواية
أحمد مراد، كاتب ومصور ومصمم جرافيك. من مواليد القاهرة عام 1978م. تخرج من مدرسة «ليسيه الحرية» قبل أن يلتحق بالمعهد العالي للسينما قسم التصوير السينمائي، تخرج عام 2001م ونالت أفلام تخرجه «الهائمون - الثلاث ورقات - وفي اليوم السابع» جوائز للأفلام القصيرة في مهرجانات بإنجلترا وفرنسا وأوكرانيا. صدرت له رواية «فيرتيجو» (2007م)، وتُرجمت الي الإنجليزية والفرنسية والإيطالية وتم تحويلها الي مسلسل عام 2012م. وصدر له رواية «تراب الماس» عن دار الشروق (2010م) التي تُرجمت الي الإيطالية، بالإضافة الي رواية «الفيل الأزرق» (2012م).

## موضوع الرواية
الصدفة البحتة هي التي جعلت مُصور الأفراح الشاب أحمد كمال يلتقط صوراً لمعركة دموية بين كبار رجال الأعمال في مصر في بار «فيرتيجو» الشهير والذي يرتاده صفوة المجتمع، فيتحول المكان في ثوان إلى بركة من الدماء والجثث.. ويضطر أحمد الي الهرب من القتلة والاختباء ليبدأ رحلة لا تُصدق؛ تكشف العديد من الأسرار والفضائح التي يحاول أصحابها التكتم عليها بأي ثمن. لعبة سياسية واسعة النطاق يواجهها أحمد ضد حيتان لا ترحم.. لعبة للخسارة فيها ثمن وحيد.. حياته..
رواية مثيرة كشفت الواقع المصري اليوم، ونالت استحسان النقاد والقراء وفي مصر والعالم.

## من آراء النقاد
رواية فيرتيجو مغامرةٌ تستحق التشجيع لأنً كاتبها - علي حداثة عهده بالكتابة - لديه معرفةٌ عميقةٌ بتقنيات الكتابة الروائية من حيث هي عملية فنية بالأساس، هذا الي جانب تَمتُعه بحسٍ عالٍ مَكَنه من تحليل مُكونات المجتمع المصري الحالي.

## تحويلها لعمل تليفزيوني
تم تحويلها لمسلسل تلفزيوني (فيرتيجو) بطولة هند صبري عام 2012 وكانت المصورة فريدة هي بطلة المسلسل.

## وصلات خارجية
- رواية فيرتيجو على موقع أبجد
- صفحة رواية فيرتيجو على موقع جود ريدز